# Molnija (družice)

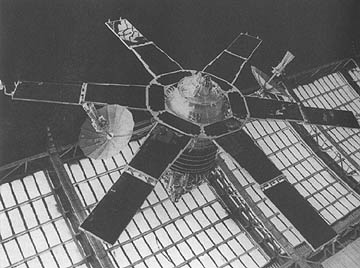
Družice Molnija 1

Molnija bylo označení sovětských telekomunikačních družic vypouštěných na oběžnou dráhu Země od roku 1965. Byly určeny pro pokrytí území SSSR.

## Historie
První zkušební telekomunikační družici vypustil SSSR 22. srpna 1964 s označením Kosmos 41. Rok poté Sověti začali s vypouštěním družic označených Molnija a pořadovým číslem od jedné. První tři družice projektu vytvořily systém dálkového spojení Orbita. Druhá řada Molnija 2 byla vypouštěna od roku 1971, Molnija 3 od roku 1974.
Pokud družice dosloužila, byla nahrazena jinou se stejným označením Molnija 1, 2, 3. Každá jednotlivě (i nosná raketa) měla jiné označení v katalogu COSPAR.
Od roku 1965 do roku 1979 bylo vypuštěno 45 družic Molnija 1, 17 družic Molnija 2 a 12 ks Molnija 3.
V roce 1980 bylo na území státu 87 pozemních stanic k příjmu signálů. Mnohé z nich na odlehlých místech, takže byly jediným druhem spojení, Používaly různé frekvence, Molnija 1 1GHz, Molnija 2 již vyšší 6,1 GHz. 
V lednu 2014 mají zbytky družice Molnija 3-45 dopadnout na Zem. Je však pravděpodobné, že z větší části v nižších vrstvách atmosféry shoří, ostatně jako jiné kosmické smetí.

## Parametry
Družice měly hmotnost kolem 1 tuny. K jejich vypuštění byly používány rakety typu V2 z kosmodromů Bajkonur a hlavně Pleseck.
S ohledem na polohu SSSR létaly Molnija 1 s periodou 12 hodin se sklonem 62–65 stupňů k rovníku. Jejich eliptická dráha vedla ve výšce 400 až 40 000 km.